# Joachim Coens
Joachim Coens (Brugge, 6 september 1966) is een Belgisch politicus voor CD&V en gewezen gedelegeerd bestuurder van de Maatschappij van de Brugse Zeehaven. Van 6 december 2019 tot 25 juni 2022 was hij partijvoorzitter van CD&V.

## Levensloop
Joachim Coens is van opleiding burgerlijk bouwkundig ingenieur. Hij studeerde aan de Katholieke Universiteit Leuven en aan de Technische Universiteit Delft. Hij is de zoon van Daniël Coens, gewezen minister in zowel de federale regering als de Vlaamse regering. Van 1990 tot 1995 was hij ingenieur bij Besix en begeleidde hij bouwprojecten in het Midden-Oosten en Oost-Europa.
Bij de eerste rechtstreekse verkiezingen voor het Vlaams Parlement van 21 mei 1995 werd Coens verkozen in de kieskring Brugge. Ook na de volgende Vlaamse verkiezingen van 13 juni 1999 bleef hij Vlaams volksvertegenwoordiger tot maart 2001. Gedurende zijn periode in het Vlaams Parlement was hij van 1995 tot 1999 vast lid van de commissies Cultuur en Sport en Ruimtelijke Ordening, Openbare Werken en Vervoer en van 1999 tot 2001 vast lid van de commissies Algemeen Beleid, Financiën en Begroting en Leefmilieu, Natuurbehoud en Ruimtelijke Ordening. In 2001 verliet Joachim Coens de nationale politiek om voorzitter en gedelegeerd bestuurder te worden van de Maatschappij van de Brugse Zeevaartinrichtingen, het bedrijf dat de haven van Brugge-Zeebrugge bestuurt en uitbaat. Hij werd in het Vlaams Parlement opgevolgd door Boudewijn Laloo.
Van januari 1995 tot juni 2014 was hij als schepen in de stad Damme onder meer bevoegd voor cultuur, culturele vorming, culturele infrastructuur, cultureel patrimonium en erfgoed, bibliotheek, stadsontwikkeling (gebouwen en pleinen), lokale economie, financiën, budget en sport.
Na het dodelijke auto-ongeval van burgemeester Dirk Bisschop in mei 2014, werd de stad tijdelijk door eerste schepen Coens als waarnemend burgemeester bestuurd. Na ruime consultatie besliste de meerderheidsfractie op 3 juni 2014 hem voor benoeming als burgemeester voor te dragen. In 2018 wist burgemeester Coens de absolute meerderheid van de CD&V+ te behouden.
Op 20 oktober 2019 stelde hij zich kandidaat voor het partijvoorzitterschap van CD&V, nadat zich voor hem al vijf kandidaten hadden gemeld. Bij de eerste ronde van de voorzittersverkiezingen op 18 november 2019 behaalde hij met een resultaat van 26 procent de meeste stemmen. In de tweede ronde van de voorzittersverkiezingen nam hij op tegen Sammy Mahdi, voorzitter van Jong CD&V die in de eerste ronde 19 procent van de stemmen kreeg en zo de tweede hoogste score behaalde. Op 6 december 2019 werd hij verkozen tot voorzitter van CD&V, met 53,12 procent van de stemmen. Hierdoor nam hij ontslag uit zijn functies bij de Maatschappij van de Brugse Zeehaven. Hij volgde Wouter Beke op, terwijl van oktober tot aan zijn aantreden in december, Cindy Franssen en Griet Smaers als interim-voorzitters optraden.
Op 10 december 2019 werd hij samen met MR-voorzitter Georges-Louis Bouchez gevraagd door de koning om informateur te worden bij de moeilijke regeringsvorming van 2019-2020. Hun opdracht werd op 31 januari 2020 beëindigd zonder zicht op een mogelijke coalitie. Later in de regeringsvorming nam Coens van juni tot juli 2020 samen met MR-voorzitter Bouchez en Open Vld-voorzitter Egbert Lachaert het initiatief tot de vorming van een zogenaamde Arizona-coalitie met CD&V, MR, Open Vld, N-VA en sp.a, hetgeen echter mislukte.
Op 1 oktober 2020 maakte voorzitter Coens de keuze om Annelies Verlinden, Sammy Mahdi en Vincent Van Peteghem naar voor te schuiven als nieuwe ministers in de federale regering. Voor alle drie was dit de eerste ministerpost.
Op 22 oktober 2020 overtrad Joachim Coens als partijvoorzitter zelf de maatregelen tegen het coronavirus door samen met voormalig staatssecretaris Pieter De Crem op hotel te gaan lunchen, hoewel dat voor mensen die niet op hotel verbleven niet toegestaan was. Iets waarvan hij achteraf toegaf dat dit niet had mogen gebeuren.
Op 5 december 2020 lanceerde voorzitter Coens het Kerstmanifest van CD&V met als titel Power to the People. Het Kerstmanifest was het startschot van een inhoudelijke vernieuwingsoperatie, die onderdeel is van een breder vernieuwingstraject van CD&V. Op 14 oktober 2021 vond het 'Power ON!'- congres plaats, dat vanwege de coronamaatregelen digitaal doorging. Hierbij werden 139 stellingen goedgekeurd die de partij op een heldere manier op de kaart moesten zetten. Het vernieuwingsproces werd op 23 april 2022 voltooid met een rebranding van de partij: CD&V kreeg een nieuw logo en ook een nieuwe slagzin: 'van en voor het volk'. en na de slechte peiling besloot hij zijn mandaat vroegtijdig te beëindigen. Hiermee wilde Coens CD&V in de markt zetten als een volkse centrumpartij, die de opmars van de radicale partijen Vlaams Belang en PVDA wilde afremmen.
Niettemin sloeg de vernieuwingsoperatie niet echt aan en zakte CD&V peiling na peiling steeds verder weg. Bovendien werden enkele communicatieblunders Coens zwaar aangerekend binnen de partij, waardoor zijn positie als voorzitter steeds wankeler werd. Op 6 mei verscheen een peiling die CD&V op 8,7 procent van de kiesintenties zette, het laagste aantal van de Vlaamse partijen in het parlement en een ernstige terugval in vergelijking met de verkiezingsuitslag in mei 2019, toen de partij nog 15 procent haalde. Hierop kondigde Coens aan dat hij de partijraad van CD&V zou samenroepen om zo snel mogelijk nieuwe voorzittersverkiezingen uit te schrijven, die initieel in december 2022 waren gepland. Bij die vervroegde voorzittersverkiezingen besloot Coens zich geen kandidaat te stellen. Hij bleef wel aan tot voorzitter zolang zijn opvolger niet was verkozen. Die opvolger werd Sammy Mahdi, destijds Coens' tegenkandidaat bij zijn verkiezing tot voorzitter, die op 25 juni 2022 zonder tegenkandidaten werd verkozen.
Bij de federale verkiezingen van juni 2024 werd Coens lijstduwer voor CD&V in de kieskring West-Vlaanderen. Hij werd niet verkozen. Enkele maanden later, bij de gemeenteraadsverkiezingen van oktober 2024, wist CD&V haar absolute meerderheid in Damme te behouden, waardoor Coens burgemeester kon blijven.
Hij werd in februari 2025 adviseur Noordzee op het kabinet van zijn partijgenoot Annelies Verlinden, die onder meer minister van de Noordzee in de regering-De Wever is. Sinds 2025 is hij tevens voorzitter van het overheidsagentschap Flanders Investment and Trade.

## Andere activiteiten
Joachim Coens ging ook verschillende bestuursmandaten uitoefenen. In het kader van zijn functies bij de haven van Brugge werd hij:
- bestuurder nv Waterwegen en Zeekanaal (2010-2017)
- bestuurder De Vlaamse Waterweg nv (2017-2020)
- lid van het directiecomité TMVW (2009-2013)
- Bestuurder De Caese vzw (2009-2014)
- Bestuurder ICO Windpark nv (2019-2020)
- Voorzitter PortConnect nv (2002-2020)
- Bestuurder Portfineco nv (2011-2020)
- Voorzitter Portinvest nv (2002-2020)
- Bestuurder Vlaamse Havens nv (2011-2022)
- Bestuurder Vleva vzw (2010-2013)
- Bestuurder Voka West-Vlaanderen (tot 2020)

Daarnaast werd hij:
- Bestuurder AZ Sint-Lucas (tot 2017)
- Bestuurder ADMB vzw (2004-2015)
- Bestuurder Archonaut vzw (2009-2016)
- Bestuurder Concertgebouw Brugge vzw (2003-heden)
- Voorzitter Domus Lovaniensis Brugensis vzw (1998-heden)
- Bestuurder Europacollege (2011-heden)
- Bestuurder Flanders Investment & Trade (2020-heden), voorzitter sinds 2025
- Bestuurder VTI Brugge (2003-2011)

## Privé
Zijn echtgenote, Kristin Dewever, zat tot aan hun huwelijk in de gemeenteraad van Dentergem.

## Trivia
In 2021 speelde hij mee in De Slimste Mens ter Wereld. Hij speelde 3 afleveringen mee en won er geen.